# Liste von Korporationen in Basel
In der Liste von Korporationen in Basel werden die 29 öffentlich-rechtlichen Korporationen der Stadt Basel aufgelistet.

## Zünfte
Die Auflistung der Zünfte folgt einer traditionellen Rangordnung, welche bereits in der ältesten erhaltenen Ratsbesatzung aus dem Jahr 1357 auftritt. Dabei werden die vier Herrenzünfte zuerst genannt:
- Zunft zum Schlüssel
- Zunft zu Hausgenossen (auch Bärenzunft genannt)
- Zunft zu Weinleuten (auch Gelten-Zunft genannt)
- Zunft zu Safran

Die fünfzehn Handwerkerzünfte folgen gemäss Rangordnung:
- Zunft zu Rebleuten
- Zunft zu Brotbecken
- Zunft zu Schmieden
- Zunft zu Schuhmachern
- Zunft zu Gerbern
- Zunft zu Schneidern
- Zunft zu Kürschnern
- Zunft zu Gartnern
- Zunft zu Metzgern
- Zunft zu Spinnwettern
- Zunft zum Goldenen Stern
- Zunft zum Himmel
- Zunft zu Webern
- Zunft zu Fischern
- Zunft zu Schiffleuten

Als 16. Zunft wurde im 19. Jahrhundert die Akademische Zunft gegründet.

## Ehrengesellschaften
Die Drei Ehrengesellschaften Kleinbasels waren im Kleinbasel vergleichbar mit den Zünften im Grossbasel, als die beiden Stadtteile noch nicht vereinigt waren. Beim Zusammenschluss 1392 wurden die Kleinbasler den Grossbasler Zünften zugewiesen, bewahrten aber ihre drei Ehrengesellschaften:
- Ehrengesellschaft zum Rebhaus
- Ehrengesellschaft zur Hären
- Ehrengesellschaft zum Greifen

Die Ehrengesellschaften sind bis heute für das Kleinbasler Volksfest Vogel Gryff zuständig.

## Vorstadtgesellschaften
Die Vorstadtgesellschaften entstanden im Grossbasel im 15. Jahrhundert, als mit dem Bau der äusseren Basler Stadtmauer ein grosses Bevölkerungswachstum in den vormals kaum besiedelten Vorstädten ausserhalb der alten Mauer. Alle fünf Vorstädte haben eine Gesellschaft:
- Vorstadtgesellschaft zur Mägd (Vorstadt zum St. Johanns-Tor)
- Vorstadtgesellschaft zur Krähe (Vorstadt zum Spalentor)
- Vorstadtgesellschaft zu den Drei Eidgenossen (Vorstadt zum Steinentor)
- Vorstadtgesellschaft zum Rupf (Vorstadt zum Aeschentor)
- Vorstadtgesellschaft zum hohen Dolder (Vorstadt zum St. Alban-Tor)

## Weitere Korporationen
In dem früher selbständigen Stadtteil Kleinhüningen entstand nach Abschluss der Eingemeindung in die Stadt 1908 die Bürgerkorporation Kleinhüningen. Sie ist vergleichbar mit den drei Kleinbasler Ehrengesellschaften.
Seit 1466 gibt es die von den Zünften gemeinsam gegründete Gesellschaft der Feuerschützen, welche früher der Stadtbewachung diente und die bis heute das Schützenhaus bei der Schützenmatte unterhält.